# Еф Екс
Еф Екс (на английски: FX) е американски кабелен телевизионен канал, собственост на Уолт Дисни Телевижън, което е звено на Уолт Дисни Къмпани. Каналът започва излъчване на 1 юни 1994 г.
Към юли 2015 г. Еф Екс се приема в 94 милиона домакинства в САЩ (80,8% от всички).